# یانا لاهودووا
یانا لاهودووا (چکی: Jana Lahodová؛ ۴ ژوئن ۱۹۵۷ – ۱۵ اکتبر ۲۰۱۰) داور اهل چکسلواکی بود.